# Le Château impérial de Schönbrunn, cour d'honneur
Le Château impérial de Schönbrunn, cour d'honneur (en allemand : Das kaiserliche Luftschloß Schönbrunn, Ehrenhofseite) est une peinture à l'huile sur toile réalisée en 1759-1760 par le peintre italien Bernardo Bellotto. Elle représente le palais de Schönbrunn à Vienne, après la rénovation réalisée en 1744-49 par Nicolò Pacassi.

## Description
Le tableau mesure 135 × 235 cm et est conservé au Kunsthistorisches Museum de Vienne, en Autriche. L'œuvre immortalise le moment historique du 16 août 1759, lorsque l'impératrice Marie-Thérèse reçut le message que l'armée autrichienne avait gagné la bataille  contre les Prussiens à Kunersdorf.